# Postbauer-Heng
Postbauer-Heng település Németországban, azon belül Bajorországban. Lakosainak száma 8100 fő (2023. december 31.). Postbauer-Heng Neumarkt in der Oberpfalz és Berg bei Neumarkt in der Oberpfalz községekkel határos.

## Népesség
A település népessége az elmúlt években az alábbi módon változott:
| Lakosok száma | 3252 | 4229 | 7341 | 7402 | 7479 | 7539 | 7620 | 7767 | 8052 | 8100 |
|               | 1970 | 1975 | 2011 | 2012 | 2014 | 2015 | 2017 | 2019 | 2022 | 2023 |